# Chlamys wainwrightensis
Chlamys wainwrightensis är en musselart. Chlamys wainwrightensis ingår i släktet Chlamys och familjen kammusslor. Inga underarter finns listade i Catalogue of Life.